# Kowaliki (województwo warmińsko-mazurskie)
Kowaliki – wieś w Polsce położona w województwie warmińsko-mazurskim, w powiecie nowomiejskim, w gminie Grodziczno.
Na przełomie XVI i XVII wieku należały do dóbr stołowych biskupów chełmińskich. 
Do roku 1932 wieś należała do powiatu brodnickiego, następnie znalazła się w powiecie działdowskim (Dz. U. RP z 1932 Nr 3, poz. 19).
W latach 1975–1998 miejscowość administracyjnie należała do województwa toruńskiego.